# Асимилација
Асимилација је процес у току којег једна друштвена појава (процес, скупина), у контакту с другом појавом такве врсте, губи своје особености и самосвојност, нестаје у другој појави, утапа се у њу. Термин се често користи и за ознаку културне и политичке асимилације појединих етничких, културних и социјалних групација, обично са негативним значењем насилних промена. У социјалној психологији и културној антропологији социјална асимилација означава феномен када једна група интегрише или адоптира вредности, норме и обичаје друге групе.
Асимилационизам је идеалистички поглед на могућност да чланови разноликих етничких и расних група постану што је сличније могуће доминантном идентитету земље у којој живе. Контрастни поглед је културни плурализам у коме припадници оваквих група задржавају дистинктивне идентитете и оријентације док се интегришу у предоминантну културу.